# Giả thuyết Gauss-Markov
Giả thuyết Gauss-Markov bao gồm bốn giả thuyết về lỗi (hay phần dư) (tiếng Anh: errors) để đảm bảo một phương pháp ước lượng (estimator) cho ra các tham số không bị biased:
Giả thuyết 1: các errors (Ui) là đại lượng ngẫu nhiên có giá trị trung bình bằng 0
```
       E(U
i
|X
i
)= 0  i:= 1,n, X
i
: là biến giải thích
```

Giả thuyết 2: Các errors (Ui) ở các thời điểm khác nhau là không tương quan với nhau. 
```
       Cov(U
i
,U
j
|X
i
,X
j
)= 0,i≠j
```

Giả thuyết 3: Các error(Ui) có phương sai (variance) bất biến.
```
       Var(U
i
|X
i
)= σ
2
```

Giả thuyết 4: Error(Ui) và các biến giải thích (Xi) không tương quan với nhau.
```
       Cov(U
i
,X
i
)= 0
```

Nếu các yêu cầu này được thỏa mãn, ta gọi phương pháp ước lượng là BLUE.
Khi một trong 4 giả thuyết kia bị vi phạm, ta phải sử dụng các phương pháp khác nhau để khắc phục, làm sao có thể ra được một estimator không bị biased.

## Tự hồi quy
Khi giả thuyết 2 bị xâm phạm, nghĩa là các error tự hồi quy (thỏa mãn một hàm ARMA nào đó) thì không thể sử dụng t test để kiểm định xem các tham số được ước lượng có khác 0 thực sự không.
Để xác định vấn đề tự hồi quy, có thể sử dụng Kiểm định Durbin-Watson.